# 勃雄二醇
勃雄二醇（英語：。INN，也被称为19-去甲-4-雄烯二醇，19-nor-4-androstenediol，雌甾-4-烯-3β,17β-二醇，estr-4-en-3β,17β-diol，或3β-双氢诺龙，3β-dihydronandrolone）是一种同化類固醇（AAS），从未上市。其二丙酸酯——二丙酸勃雄二醇酯已上市。勃雄二醇与其二丙酸酯除了具有AAS活性外，还具有一定的雌激素与孕激素活性。